# Chavanod

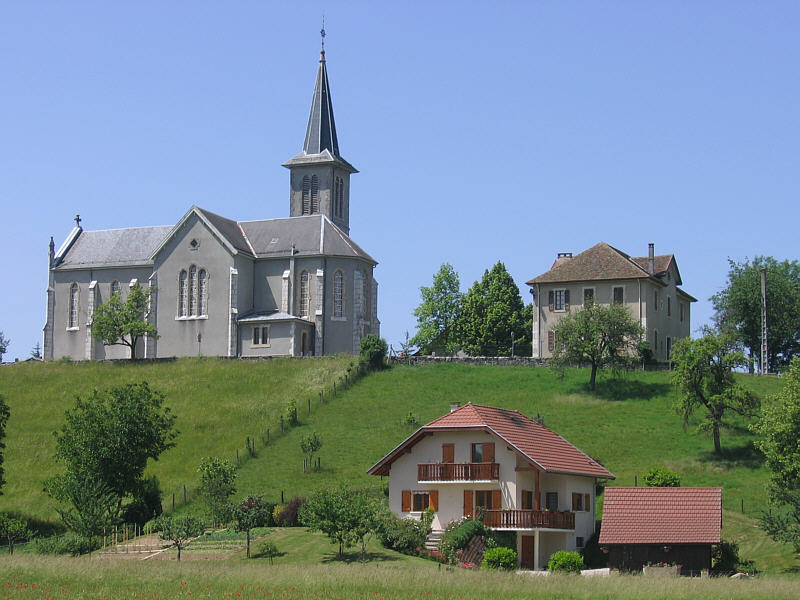
Kościół w Chavanod

Chavanod – miejscowość i gmina we Francji, w regionie Owernia-Rodan-Alpy, w departamencie Górna Sabaudia.
Według danych na rok 1990 gminę zamieszkiwało 1489 osób, a gęstość zaludnienia wynosiła 111 osób/km² (wśród 2880 gmin regionu Rodan-Alpy Chavanod plasuje się na 572. miejscu pod względem liczby ludności, natomiast pod względem powierzchni na miejscu 883.).